# Neuvaine
Neuvaine war ein französisches Volumenmaß für Getreide. Das Maß galt in der Region Trévoux.
- 1 Neuvaine = 9440 Pariser Kubikzoll = 187,255 Liter